# Франьо, Зофия
Зофия Франьо (пол. Zofia Franio; псевдоним «Доктор»; 16 января 1899 года, Псков, Российская империя — 25 ноября 1978 года, Варшава, ПНР) — польская врач, майор Войска Польского, деятель антинацистского и антикоммунистического подполья, политическая заключённая, Праведник народов мира.

## Биография
Родилась в Пскове в смешанной польско-русской семье. Отец Михаил Франьо, мать Анеля Иванова. После окончания в мае 1916 года с золотой медалью женской гимназии в Пскове, училась в женском медицинском институте в Петрограде и Донском университете в Ростове. С октября 1918 года продолжила обучение на врачебном факультете Варшавского университета.
Во время польско-советской войны добровольцем вступила в Войско Польское. Минёр. Войну закончила в звании поручика.
После войны, параллельно с продолжением учёбы, начала работать в Варшаве практикующим терапевтом. Работала в поликлинике для бедных, инфекционной больнице на улице Вольской и спортивной медицинской поликлинике. В июле 1927 года получила диплом врача. Являлась школьным врачом и членом научного совета физического воспитания.
В 1924 году окончила курс женской военной подготовки. Затем была там инструктором в учебных лагерях и курсах. Обучала спасательные команды действия во время войны. В 1936 году назначена инструктором женской военной подготовки.
После начала второй мировой войны была главой призывной комиссии добровольческого вспомогательного батальона во Львове. После окончания боёв вернулась в Варшаву. Во время немецкой оккупации в конспирации. С ноября 1939 года член Службы победе Польши — Союза вооружённой борьбы (ЗВЗ) — Армии Крайовой (АК). В её квартире по адресу улица Фалата 6 находилась осенью 1939 года одна из первых конспиративных квартир генерала Михала Токажевского-Карашевича, главнокомандующего ЗВЗ. Работала врачом в госпитале св. Духа и IV отделе здоровья местного управления города Варшавы.
В начале 1940 года вместе с майором Францишком Непокульчицким начала организовывать первые женские группы ЗВЗ. К концу 1940 года руководила сетью женских саботажно-диверсионных групп, подчиняясь напрямую главе сапёрного отдела главного штаба ЗВЗ Непокульчицкому. Её сеть была одним из участников акций ответа на немецкий террор. Зофия также участвовала в работе бюро технических исследований главного штаба ЗВЗ.
В течение всей войны участвовала в спасении нескольких евреев. В том числе прятала у себя дома Анну Ашкенази-Вирскую из Вильно, которой позже помогла спасти её племянника Эдварда Чудновского. Затем оказывала помощь Анне Вайншток из Львова. Все они пережили войну благодаря Зофии. Также участвовала в организации медицинской помощи еврейским детям, спрятанным на «арийской» стороне города, сотрудничая с доктором Элеонорой Рейхер.
В ночь с 7 на 8 октября 1942 года вместе со своим подразделением принимала участие в акции «Венец» по уничтожению использовавшийся немцами железнодорожной сети в районе Варшавы. С ноября 1942 года руководимые ею диверсионные группы (около 40 девушек) были подчинены напрямую Кедиву. Эти группы приняли участие в ряде акций диверсии и саботажа в варшавском округе АК.
Во время варшавского восстания командовала женскими сапёрными группами. Одновременно оказывала медицинскую помощь в полевых госпиталях на Воли, а затем на Средместье. 20 августа 1944 года её подразделение отличилось при взятии здания PAST на улице Зельней 39, проделав под огнём противника два пролома в стене здания. 23 сентября 1944 года ей было присвоено звание майора. Приказом главнокомандующего АК № 512 от 2 октября 1944 года, Зофия Франьо награждена серебряным крестом ордена Virtuti Militari. Ей вручен крест № 13095. После поражения восстания вышла из города вместе с гражданским населением.
После войны вернулась к медицинской практике в Варшаве, одновременно участвуя в антикоммунистическом подполье. С января 1946 года глава отдела связи и обеспечения главного штаба организации «Свобода и Независимость». Арестована УБ 14 ноября 1946 года. Решением районного военного суда Варшавы от 31 июля 1947 года приговорена к 12 годам заключения. Освобождена 15 мая 1956 года.
Работала в медицинском училище № 4 до своего выхода на пенсию в 1976 году. Параллельно работала в Польском обществе Красного креста.
26 декабря 1971 года, на основе запроса Анны Ашкенази-Вирской, Эдварда Чудновского и Фанни Ашкенази, Зофия Франьо была признана институтом Яд ва-Шем Праведником народов мира. Вручение награды состоялось 18 апреля 1978 года.